# Peuple élu
Un peuple élu (ou peuple choisi) est un peuple qui se dit choisi par une instance supérieure, généralement Dieu.
Différents groupes se sont considérés élus pour diverses missions comme celle d'être l'agent de Dieu sur Terre. Ce statut est souvent associé à une grande rigueur personnelle ou collective auto-imposée, afin de remplir les attentes de Celui qui élit. La notion est le plus couramment associée au peuple juif puisque la Bible hébraïque désigne sous le terme de « peuple choisi » les enfants d'Israël qui ont désormais pour vocation de former une « nation sainte » (גוֹי קָדוֹשׁ) après avoir reçu le « Verbe » ou « Loi de Dieu », sous la forme de la Torah communiquée par Dieu à Moïse.
Après le schisme entre judaïsme et christianisme, les chrétiens se proclament à partir du IIe siècle verus Israël, les juifs étant le vetus Israel, mais les Juifs se réaffirment seuls élus car selon les textes, cette élection est subordonnée au respect de l'ensemble des préceptes édictés dans la Torah.
L'appellation se teinte par conséquent d'ironie et de mépris pour un peuple abaissé qui continuerait à se proclamer choisi et par conséquent serait différent de la norme. Les Juifs n'ont cependant pas considéré cette élection comme une preuve ou marque de supériorité mais au contraire comme un surplus de responsabilités ainsi que l'énonce le prophète Amos (Livre d'Amos 3:2) : « C'est vous seuls que J'ai distingués entre toutes les familles de la terre, c'est pourquoi, Je vous demande compte de toutes vos fautes ».
À la suite de la Shoah, et depuis le concile Vatican II, l'Église catholique opère progressivement un changement de regard sur le peuple juif, qu'elle perçoit à nouveau comme le peuple élu, à qui Dieu a parlé en premier. Cette perception n'est pas partagée par tous les chrétiens.

## L'élection du peuple juif

### Origine de l'élection dans la Bible
L'élection du peuple juif trouve son origine lorsque Dieu s'adresse à Abram en lui disant : « Je te ferai devenir une grande nation [...] » (Genèse, 12, 2),. Abram, en acceptant l'Alliance avec Dieu, s'engage lui et ses descendants dans un contrat qui présente peu d'avantages pour beaucoup de contraintes : être le seul peuple monothéiste dans un temps où on adore les idoles, servir d'exemple aux autres nations (« exposer le droit aux nations ») et rendre compte à Dieu de chacune de ses fautes.
L'élection est liée à l'Alliance entre Dieu et le peuple d'Israël  :
- Abram / Abraham

J'établirai mon alliance entre moi, toi, et après toi avec ta descendance, de génération en génération. Ce sera une alliance éternelle ; ainsi je serai ton Dieu et le Dieu de ta descendance après toi [Gn 17, 7]
L'Alliance s'accompagne d'une promesse :
À toi et à ta descendance après toi je donnerai le pays où tu résides, tout le pays de Canaan en propriété perpétuelle, et je serai leur Dieu [Gn 17, 8].
Le signe de cette alliance / élection est la circoncision :
Et voici l'alliance qui sera observée entre moi et vous, c'est-à-dire toi et ta descendance après toi : tous vos enfants mâles seront circoncis [Gn 17, 10]
- Moïse et le peuple

Il prit le livre de l'Alliance et en fit la lecture au peuple. Celui-ci répondit : « Tout ce que le Seigneur a dit, nous le mettrons en pratique, nous y obéirons. » Moïse prit le sang, en aspergea le peuple, et dit : « Voici le sang de l'Alliance que, sur la base de toutes ces paroles, le Seigneur a conclue avec vous » (Ex 24, 7-8].
- L'élection est affirmée, déployée

Car tu es un peuple consacré au Seigneur ton Dieu : c'est toi qu'il a choisi pour être son peuple, son domaine particulier parmi tous les peuples de la Terre [Dt 7, 6].
Si le Seigneur s'est attaché à vous, s'il vous a choisis, ce n'est pas que vous soyez le plus nombreux de tous les peuples, car vous êtes plus petit de tous. C'est par amour pour vous, et pour tenir le serment fait à vos pères, que le Seigneur vous a fait sortir par la force de sa main, et vous a rachetés de a maison d'esclavage et de la main de Pharaon, roi d'Égypte [Dt 7, 7-8]
Béni seras-tu plus que tous les peuples ! [Dt 7, 14].

### La mission liée à cette élection crée des devoirs
Cette élection n'implique aucune autre supériorité sur les autres peuples dont les membres ne doivent qu'observer les sept lois noahides pour être qualifiés de « pieux », quand les Juifs sont chargés de 613 Commandements.
« L'élection du peuple juif n'implique en aucune manière une quelconque supériorité sur les autres nations ». Les religieux juifs et chrétiens considèrent ce statut uniquement comme porteur de responsabilité et générateur de sacrifice.
Le vrai sens d'élection divine n'est pas la supériorité d'un peuple, mais la responsabilité de conserver et transmettre un message de paix,. L'erreur volontaire est très souvent liée à une forme de calomnie antisémite, alors que le message à transmettre est universel et pacifique, notamment par la preuve dans le texte biblique que les Israélites ont été choisis pour être le peuple élu, en raison de leur insignifiance en nombre. La signification biblique véritable du peuple élu est donc d'ordre inverse à l'accusation antisémite : il s'agit de rester humble et responsable d'un message d'amour universel,. L'interprétation juive est qu'il s'agit là d'un fardeau, une mission difficile et primordiale, et non de la moindre signification de supériorité.
Le passage parabolique suivant, issu d'un cours donnée par le Rabbin Benzion Klatzko, illustre assez bien cet état d'esprit :

« Les gens à la veste pourpre (The Purple Jacket People)
Il était une fois un roi juste, sage et puissant. Il n’avait qu’un problème ; ses sujets étaient corrompus.
Dans tout son royaume, la malhonnêteté et le vol régnaient. Meurtre et viol étaient chose commune. Quoi qu’il tentât, il ne put les changer… Finalement, il quitta son royaume et en bâtit un autre. C’était un endroit merveilleux, avec tous les agréments. Il publia que seuls ceux qui acceptaient de vivre au plus haut niveau d’éthique pouvaient venir. Nombreux vinrent et pendant un certain temps, tout était parfait.
Cependant, des histoires de crimes commencèrent à circuler. Le roi désespéra. Que pouvait-il faire maintenant ? Son conseiller le plus proche suggéra : « Sélectionne quelques individus et offre-leur une formation spéciale sur les plus hauts niveaux de comportement. Donne-leur ensuite pour mission d’être des exemples pour les autres ainsi qu’un uniforme spécial : une veste pourpre. »
Dans un premier temps, ce plan marcha merveilleusement bien. Le comportement de tout le peuple commença à s’améliorer. Lorsqu’un homme commençait à se quereller avec sa femme, il s’arrêtait et demandait : « Qu’est-ce qu’une Personne à la Veste Pourpre aurait fait ? » Lorsqu’une personne avait l’opportunité d’en escroquer une autre financièrement, elle se demandait : « Qu’est-ce qu’une personne à la Veste Pourpre aurait fait ? »
Mais, avec le temps, les choses commencèrent à se détériorer. Le roi apprit que même les personnes à la Veste Pourpre commençaient à mal agir. Il leur dit qu’il n’avait pas le choix : étant donné qu’ils avaient pour mission de maintenir des règles de comportement et de moralité à des niveaux des plus élevés, et qu’ils étaient connus comme étant ses représentants, ils devraient alors être punis afin de montrer à tout le monde qu’un tel comportement était inacceptable.
Vous avez déjà dû deviner de qui nous parlons réellement. Le roi juste, sage et puissant n’est autre que D. et le peuple juif, les personnes à la Veste Pourpre. »

## Perception de l'élection du peuple juif dans le christianisme

### Depuis les origines jusqu'au concile Vatican II
L'apôtre Paul considère que l'élection juive est irrévocable dans son Epître aux Romains (Ro 11:29), mais il serait aussi « celui qui (a) théorisé le rejet d’Israël par Dieu au profit de l’Église promue nouveau peuple de Dieu. Toute une théologie s’(est) même développée sur cette idée depuis le IIe siècle. On l’appelle la théologie de la « substitution ». Le « vrai » Israël (verus Israel) – les chrétiens – aurait ainsi remplacé le peuple élu, Israël, souvent représenté, dans les cathédrales, sous les traits d’une femme aux yeux bandés. Il s’agit de la Synagogue, remplacée par l’Église ». Cette lecture de la lettre aux Romains est partiale, les dons de Dieu étant sans repentance (Romains 11, 29), ce qui signifie que l’élection reste vivante.

### Depuis le concile Vatican II
À la suite de la tragédie de la Shoah, les chrétiens ont progressivement pris conscience de leur responsabilité directe ou indirecte dans les persécutions subies par les juifs à travers les siècles et durant la Seconde Guerre mondiale, en raison de l'antijudaïsme présentant le peuple juif comme un peuple déicide. En particulier, l'enseignement du mépris est une formule et un livre de l’historien juif Jules Isaac qui participa à la Conférence de Seelisberg en 1947 et que Jean XXIII reçut en audience privée en 1960. Il a fallu attendre le concile Vatican II pour observer un tournant dans le regard des chrétiens (catholiques romains) sur les juifs, et pour que les chrétiens renouent avec le fondement juif de leur foi.
Ainsi depuis le concile Vatican II, on observe un tournant important dans l'enseignement de l'Église (catholique romaine) sur l'élection du peuple juif :
- La constitution dogmatique sur la révélation divine Dei Verbum indique :

« Dieu, projetant et préparant en la sollicitude de son amour extrême le salut de tout le genre humain, se choisit selon une disposition particulière, un peuple auquel confier ses promesses [...] Dieu se révéla, en paroles et en actes, au peuple de son choix, comme l'unique Dieu véritable et vivant ».
- La déclaration Nostra Ætate (no 4), promulguée à la fin du concile Vatican II (1965), indique :

« C'est pourquoi l'Église ne peut oublier qu'elle a reçu la révélation de l'Ancien Testament par ce peuple avec lequel Dieu, dans sa miséricorde indicible, a daigné conclure l'Antique Alliance ».
- Les « orientations pastorales » du Comité épiscopal pour les relations avec le judaïsme (1973) indiquent :

« Selon la révélation biblique, c'est Dieu même qui a constitué ce peuple, scellant avec lui une alliance éternelle et faisant reposer sur lui un appel que saint Paul qualifie d'irrévocable (Rm 11, 29) ».
« Contrairement à ce qu'une exégèse très ancienne mais contestable a soutenu, on ne saurait déduite du Nouveau Testament que le peuple juif a été dépouillé de son élection ».

### Dénominations chrétiennes spécifiques

#### Évangéliques
Selon une étude menée par The Jewish Connection: Evangelicals and Israel publiée le 29 novembre 2021, seuls 51 % des évangéliques aux États-Unis croient que les juifs sont le peuple élu de Dieu.

## Islam
Il existe des traditions chiites qui disent que ces musulmans sont les vrais Israélites. « Comme les juifs, les chiites pensent être le peuple élu, par rapport aux autres religions et par rapport aux autres musulmans ».

## Rastafari
Le mouvement rastafari définit six principes fondamentaux, dont celui du choix délibéré par Jah (contraction de JéhovAH) de la race noire, ce qui la rendrait supérieure physiquement et spirituellement aux autres. De nombreux rastas pensent en outre que les disciples élus accèdent à la vie éternelle. 

## Église de l'Unification
Le révérend Moon enseigne que la Corée est la nation élue choisie pour exercer une mission divine. Selon Moon, la Corée a été « choisie par Dieu pour être le lieu de naissance du guide de l'âge et le lieu d'origine de la tradition céleste menant au royaume de Dieu ».